# Радіоастрофізична обсерваторія «Бадари»
Радіоастрофізична обсерваторія «Бадари» — радіоастрофізична обсерваторія, розташована в Росії, в Бурятії.
Знаходиться в урочищі Бадари. Введена в дослідну експлуатацію у 1984 році. Є обсерваторією Інституту Сонячно-Земної фізики Сибірського відділення Російської академії наук. Основний інструмент обсерваторії — Сибірський сонячний радіотелескоп.
За 1,5 км на північний схід розташована Радіоастрономічна обсерваторія «Бадари».

## Керівники обсерваторії
1. 1995—2010: — Агалаков Борис Вікторович[1].
2. 2010 — ????: Шипулін Петро Михайлович[2].
3. бл. 2012: Черемних Олексій Володимирович
4. бл. 2023: Кіцінов С. В.[3]

## Інструменти
- Сибірський сонячний радіотелескоп
- Сибірський радіогеліограф

## Дослідження
Основною темою досліджень є спостереження сонячної активності у мікрохвильовому діапазоні. Сибірський сонячний радіотелескоп дозволяє спостерігати Сонце навіть у хмарну погоду з просторовою роздільною здатністю 21" і часовою роздільною здатністю 2 хвилини.